# 池田倫太朗
池田 倫太朗（いけだ りんたろう、1990年5月4日 - ）は日本の俳優。
鹿児島県垂水市出身。文学座所属。身長182cm。

## 来歴
鹿児島県霧島市で生まれる。男3人兄弟の1番下。小学2年生の時に父の仕事の都合で垂水市に引っ越す。兄2人がサッカーをやっていたため、小学2年生より大学卒業までプロを目指してサッカー一筋の学生時代を過ごした。
小学5年生より鹿児島県選抜に選ばれ、その当時のメンバーには現在ヴィッセル神戸で活躍する大迫勇也もいた。
高校はサッカー名門の鹿児島実業高等学校に進学し、寮生活をしながらサッカーに励んだ。第86回全国高校サッカー選手権大会に2年生でメンバー入りをしていたが、3年生に上がる前の春に右膝内側側副靱帯・半月板を損傷し、最後の1年間はリハビリの毎日だった。
京都学園大学卒業までプロを目指して取り組んでいたが、2回目の右膝の手術によりプロの夢を断念。小学校、中学校、大学ではキャプテンを務めていた。
大学卒業後、特にやりたいこともなかったが、知人の勧めで俳優にチャレンジすることになる。同じ鹿児島県出身の西田聖志郎を紹介され、「1からお芝居を学びたいのであれば、文学座を受けてみなさい。」と言われて受けたのが、俳優人生の始まりである。その年、文学座を受験したものの不合格だったが、辞退者が出たため繰り上がりで補欠合格した。文学座53期生である。
2018年の大河ドラマ「西郷どん」にて、西郷隆盛の義理の弟、市来正之丞役を演じた年、鹿児島県垂水市の観光PR大使に任命された。

## 人物
- 中学生当時、鹿児島実業に行きたい気持ちを父に伝えた際「特待生になれなければ進学させない」と言われ、すぐ特待生になるにはどうしたら良いかを高校に問い合わせた。そこで生徒会役員をやると確率が上がると言われ、立候補して生徒会長に選出される。その時の公約は「あいさつ運動の強化・校歌を元気よく歌う」 の2点だった。

## 出演

### テレビドラマ
- 『水晶の鼓動』（2016年11月-12月、WOWOW）
- 『大河ドラマ 西郷どん』（2018年1月-12月、NHK） - 市来正之丞 役
- 『あにいもうと』（2018年6月25日、TBS）
- 『孤独のグルメ』 Season7 第12話 （2018年6月30日、テレビ東京）  - サラリーマン客 役
- 『渡る世間は鬼ばかり 3時間スペシャル 2018』（2018年9月17日、TBS） - 和田治 役
- 『シャキーン！・ショートドラマ「それをやっちゃあ おしまいよ」』（2018年、Eテレ）
- 『大河ドラマ いだてん〜東京オリムピック噺〜』（2019年1月-12月、NHK） - 南部忠平 役
- 『KTS鹿児島テレビ開局50周年記念ドラマ 前田正名-龍馬が託した男-』（2019年2月5日、鹿児島テレビ） - 岸良彦七 役
- 『100文字アイデアをドラマにした！』（2019年11月、テレビ東京） - 主人公の兄 役
- 『大河ドラマ 麒麟がくる』（2020年1月-12月、NHK）
- 『大河ドラマ 青天を衝け』（2021年1月-12月、NHK）
- 『恋とか愛とか（仮）』（2020年3月27日、広島ホームテレビ、鹿児島放送） - トモキ 役
- 『居酒屋兆治』（2020年3月28日、NHK BSプレミアム） - 回想の兆治 役
- 『風よ あらしよ』（2022年3月31日、NHK BS8K） - 末松福太郎 役
- 『連続テレビ小説 ちむどんどん』（2022年4月-9月、NHK）
- 『婚活食堂』 （2023年4月-7月、BSテレビ東京）
- クラスメイトの女子、全員好きでした 第3話・最終話（2024年7月26日・9月12日、読売テレビ・日本テレビ系列） - 三宅健太郎（青年期） 役[7]
- 潜入兄妹 特殊詐欺特命捜査官 第4話・第5話（2024年10月26日・11月2日、日本テレビ） - 旭奏多 役[8]
- しあわせな結婚 第2話（2025年7月24日、テレビ朝日） - 検察側証人 役[9]

### 映画
- 『大綱引の恋』（2021年、ショウゲート） - 濵田克之 役
- 『護られなかった者たちへ』（2021年、松竹）※声の出演
- 『風よ あらしよ劇場版』（2024年、太秦）
- 『オールドカー てんとう虫のプロポーズ』（2025年、レッドビーンズピクチャーズ）[10]

### 舞台
- 「越前竹人形」（2016年、文学座）
- 「霙ふる」（2016年、文学座）
- 「野良女」（2017年、文学座）
- 「あなた、私と住んでみませんか？」（2017年、文学座）
- 「潮のバッキャロー」端島・軍艦島編（2017年、文学座）
- 「ケンジ先生」（2017年、文学座）
- 「近松心中物語」（2018年、文学座）
- 「君といつまでも」（2018年、文学座）
- 「となりのとむらい」（2018年、文学座）
- 「かのような私〜或いは斎藤平の一生」 （2018年、文学座）
- 「寒花」 （2019年、文学座）
- 「ガラスの動物園」 （2019年、文学座）
- 「貫く閃光、彼方へ」（2021年、文学座）
- 「ガラスの動物園」旅公演（2022年、文学座）
- 「いじけた神様」 （2023年、文学座）
- 「ふるあめりかに袖はぬらさじ」 （2023年、文学座）
- 「1925→2025」（2025年、劇団アレン座）[11]